# Asplenium pseudotenerum
Asplenium pseudotenerum là một loài dương xỉ trong họ Aspleniaceae. Loài này được Brownlie mô tả khoa học đầu tiên năm 1969.
Danh pháp khoa học của loài này chưa được làm sáng tỏ. 